# Aartshertogdom Oostenrijk beneden de Enns
Het aartshertogdom Oostenrijk beneden de Enns was van 1453 tot 1918 de naam voor de Oostenrijkse deelstaat Neder-Oostenrijk. In 1408 werd het hertogdom Oostenrijk gesplitst in twee delen: het hertogdom Oostenrijk beneden de Enns en het hertogdom Oostenrijk boven de Enns, met de rivier Enns als grens. In 1453 werden beide hertogdommen verheven tot aartshertogdom toen de aartshertogelijke titel werd erkend.
De twee aartshertogdommen zijn vrijwel altijd in personele unie verbonden geweest, maar ze hadden wel elk hun eigen landdag. De vergaderingen van de landdag (vergl. statenvergadering) werden van 1513 tot 1997 in Wenen gehouden in een gebouw dat vroeger "Landeshaus" heette en tegenwoordig "Palais Niederösterreich" heet (adres:Herrengasse 13). Vanaf 1512 is het aartshertogdom ook onderdeel van  de Oostenrijkse Kreits.

## De aardbeving van Neulengbach (1590)
Op dinsdag 15 september 1590, kort voor middernacht, werd het gebied getroffen door een krachtige aardbeving. De sterkte van de aardbeving wordt geschat op 6 op de schaal van Richter. Het is de zwaarste bekende aardbeving uit de geschiedenis van Neder-Oostenrijk. Het epicentrum lag iets ten zuiden van Neulengbach. Zware schade in een omtrek van vijftig kilometer werd gemeld. Er stortten diverse gebouwen in, zoals een herberg in Wenen, waarbij negen personen omkwamen. Er was ook schade aan andere gebouwen, zoals kerken. Zo stortten de kerktoren van de Michaelerkirche en die van de Schottenkirche in Wenen gedeeltelijk in.
Referenties:
1. ↑  (de)  Erdbeben von Neulengbach 1590 op de-wikipedia